# Elecciones generales de Alderney de 2012
Elecciones generales tuvieron lugar en Alderney en noviembre de 2012 de acuerdo con las reglas electorales en Alderney. Cinco de diez escaños estaban siendo elegidos. Hubo doce candidatos.

## Resultados
| Candidato                           | Votos | %    | Notas  |
| ----------------------------------- | ----- | ---- | ------ |
| Louis Jean                          | 613   | 74,9 | Electo |
| Neil Harvey                         | 532   | 65,0 | Electo |
| Francis Simonet                     | -     | -    | Electo |
| Robert McDowall                     | -     | -    | Electo |
| Christopher Rowley                  | -     | -    | Electo |
| Boyd Kelly                          | -     | -    |        |
| Bill Walden                         | -     | -    |        |
| Caroline Ely                        | -     | -    |        |
| Ken Hampton                         | -     | -    |        |
| Martin Caza                         | -     | -    |        |
| Helen Martin                        | -     | -    |        |
| Lin Maurice                         | -     | -    |        |
| Votos en blanco/nulos               | -     | -    |        |
| Total                               | 818   | -    |        |
| Electores registrados/participación | 1 209 | 67,7 |        |
| Fuente: Estados                     |       |      |        |